# Atlas histórico de mitología mundial
El Atlas histórico de mitología mundial (en inglés Historical Atlas of World Mythology) es una serie inconclusa de libros en varios volúmenes escrita y proyectada por el mitólogo, escritor y profesor estadounidense Joseph Campbell. En ella se trazan los desarrollos de los símbolos mitológicos y relatos de la humanidad desde la prehistoria en adelante. Forma parte de su Obra completa.

## Contenido
Campbell es quizá más conocido como un comparativista que focalizó su atención en los temas y motivos universales de la cultura humana. Ya a finales de los años 70 concibió inicialmente su Atlas histórico como una extensión de sus obras Imagen del mito y Las máscaras de Dios. Al igual que en dichos trabajos, el Atlas histórico de mitología mundial pretendió mostrar las formas en que esos temas y motivos universales fueron expresados de diferente modo por culturas distintas en diferentes épocas y lugares.
Profusamente ilustrada y anotada, con numerosas tablas y mapas para mostrar tanto las variaciones como las similitudes de las expresiones sobre temas míticos en diferentes culturas, esta serie tuvo la intención de servir tanto a los lectores académicos como legos.
El Atlas histórico quedó incompleto cuando Campbell murió en 1987.

### Estructura
Esta serie se basó en la idea de Campbell, presentada por primera vez en El héroe de las mil caras, de que el mito evoluciona a través del tiempo en cuatro etapas:
1. El camino de los poderes animales— los mitos de los cazadores-recolectores del Paleolítico que se centran en el chamanismo y los animales totémicos. Este volumen fue cubierto en dos partes: Mitologías de los primitivos cazadores y recolectores (Mythologies of the Primitive Hunters and Gatherers) y Mitologías de la gran caza (Mythologies of the Great Hunt).
2. El camino de la tierra sembrada— los mitos del Neolítico, culturas agrarias que se centran en una diosa madre y los ritos asociados a la fertilidad. Este volumen iba a ser cubierto en cinco partes, de las cuales tres se completaron: El sacrificio (The Sacrifice), Mitologías de los plantadores primitivos: América del Norte (Mythologies of the Primitive Planters: The Northern Americas) y Mitologías de los plantadores primitivos: América Central y del Sur (Mythologies of the Primitive Planters: The Middle and Southern Americas). Se planificaron dos partes adicionales: Mitologías de los plantadores primitivos: África y Asia Sudoccidental (Mythologies of the Primitive Planters: Africa and South-western Asia) y Mitologías de los plantadores primitivos: Asia Meridional (Mythologies of the Primitive Planters: Southern Asia).
3. El camino de las luces celestiales— los mitos de las ciudades-estado de la Edad del Bronce con panteones de dioses gobernando desde el cielo, dirigidos por un rey-dios masculino.
4. El camino del hombre— religión y filosofía tal y como se desarrollaron tras la Era Axial (c. siglo VI a. C.), en la cual la imaginería mítica de eras anteriores fue hecha conscientemente metafórica, reinterpretada refiriéndose a asuntos psico-espirituales, no literal-históricos. Esta transición es evidente en oriente en el budismo, el vedanta y el taoísmo filosófico; y en occidente en los cultos mistéricos, el platonismo, el cristianismo y el gnosticismo.

## Historia editorial
Sólo el primer volumen se completó en el momento de la muerte de Campbell. Publicado por Alfred van der Marck editions en un solo libro en 1983, fue reeditado por Harper and Row en 1988, a raíz de la fama póstuma de Campbell debida a la emisión de la serie de televisión El poder del mito. Las tres primeras partes del segundo volumen, en las que Campbell trabajó hasta el día de su muerte, fueron completadas por su editor Robert Walter y publicadas por Harper and Row en 1989. Ambos volúmenes están actualmente descatalogados.
Campbell dejó un texto aproximado para las dos últimas partes de El camino de la tierra sembrada (Way of the Seeded Earth), así como notas para los dos últimos volúmenes. La Joseph Campbell Foundation ha expresado la intención de volver a publicar los libros existentes y, si es posible, completar la obra maestra de Campbell.
Finalmente, desde 2014, y aprovechando la irrupción de la tecnología multimedia, la Fundación inició el proyecto de una edición digital del Atlas.